# نيكي هيمينغ
نيكي هيمينغ (بالإنجليزية: Nikki Hemming)‏ هي سيدة أعمال أسترالية، ولدت في 1967.